# Diniz Dias
Diniz Rodrigues Dias, primer i únic baró de São Jacó (São Luiz das Missões, Rio Grande Sul; 1825 – Cruz Alta, Rio Grande do Sul; 15 de novembre de 1892) va ser un militar i advocat brasiler, coronel de la Guàrdia Nacional.

## Biografia
Era fill del tinent Francisco José Dias i Anna Candida Rodrigues. Es va casar amb Josephina Lucas Annes, amb qui va tenir set fills. Va ser el sogre de Rodolfo Gustavo da Paixão, qui va contraure matrimoni amb la seva filla Josephina Annes Dias.
Va ser un heroi de la Guerra de la Plata i de la Guerra del Paraguai. Va ser fundador de la Colònia Militar de l'Alt Uruguai el 1879 (actual Três Passos) i cap del Partit Liberal. Pels serveis rellevants prestats a la pàtria, se li va concedir el títol nobiliari de Baró de São Jacob, atorgat el 14 d'abril de 1883.
El seu fill, Diniz Dias Filho, era un dels propietaris de l'empresa colonitzadora Dias e Fagundes, encarregada de portar els immigrants alemanys i italians al municipi d'Ibirubá, a Rio Grande do Sul.